# Centropyge
Centropyge è un genere di pesci d'acqua salata appartenenti alla famiglia Pomacanthidae.

## Distribuzione e habitat

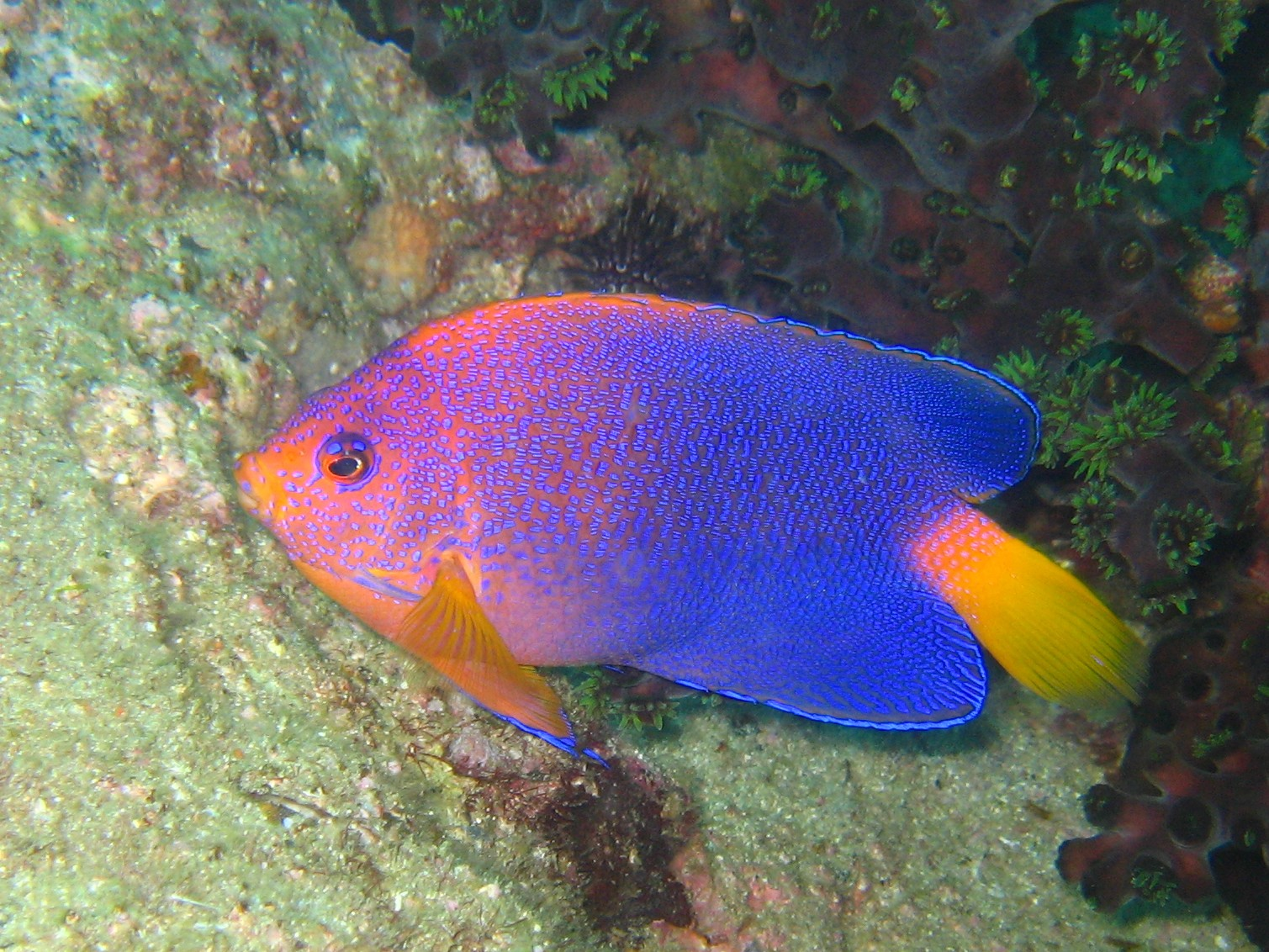
Centropyge interruptus

Tutte le specie sono diffuse nell'Indo-Pacifico - con l'eccezione di Centropyge resplendens, originaria dell'Oceano Atlantico sudorientale - dove abitano barriere coralline e coste rocciose.

## Acquariofilia
Alcune specie di Centropyge sono commercializzate per l'acquariofilia, e ospitate in acquari pubblici.

## Specie
Al genere sono ascritte 32 specie:Allen, G., Fricke, R., Pyle, R. & Myers, R
- Centropyge abei Allen, Young & Colin, 2006
  - Centropyge acanthops (Norman, 1922)
  - Centropyge argi Woods & Kanazawa, 1951
  - Centropyge aurantia Randall & Wass, 1974
  - Centropyge aurantonotus Burgess, 1974
  - Centropyge bicolor (Bloch, 1787)
  - Centropyge bispinosa (Günther, 1860)
  - Centropyge boylei Pyle & Randall, 1992
  - Centropyge colini Smith-Vaniz & Randall, 1974
  - Centropyge debelius Pyle, 1990
  - Centropyge eibli Klausewitz, 1963
  - Centropyge ferrugata Randall & Burgess, 1972
  - Centropyge fisheri (Snyder, 1904)
  - Centropyge flavicauda Fraser-Brunner, 1933
  - Centropyge flavipectoralis Randall & Klausewitz, 1977
  - Centropyge flavissima (Cuvier, 1831)
  - Centropyge heraldi Woods & Schultz, 1953
  - Centropyge hotumatua Randall & Caldwell, 1973
  - Centropyge interruptus (Tanaka, 1918)
  - Centropyge joculator Smith-Vaniz & Randall, 1974
  - Centropyge loriculus (Günther, 1874)
  - Centropyge multicolor Randall & Wass, 1974
  - Centropyge multifasciata (Smith & Radcliffe, 1911)
  - Centropyge multispinis (Playfair, 1867)
  - Centropyge nahackyi Kosaki, 1989
  - Centropyge narcosis Pyle & Randall, 1993
  - Centropyge nigriocella Woods & Schultz, 1953
  - Centropyge nox (Bleeker, 1853)
  - Centropyge potteri (Jordan & Metz, 1912)
  - Centropyge resplendens Lubbock & Sankey, 1975
  - Centropyge shepardi Randall & Yasuda, 1979
  - Centropyge tibicen (Cuvier, 1831)
  - Centropyge venusta (Yasuda & Tominaga, 1969)
  - Centropyge vrolikii (Bleeker, 1853)